# ریکارو
ریکارو (انگلیسی: Recaro) شرکت تجهیزات خودروی آلمانی است، که در سال ۱۹۰۶ تأسیس شد.